# 諸葛
諸葛（しょかつ、もろくず/もろかず、諸葛）は、漢姓の一つ。略称は葛氏。

## 中国
諸葛（しょかつ）は、中国の姓の一つ。『百家姓』では314番目に挙げられている。2020年の中華人民共和国の統計では5番目に多い複姓であり、4.8万人がいる。台湾の2018年の統計では454番目に多い姓で、187人がいる。
諸葛姓の由来には諸説あり、元は瞻葛姓であったが春秋時代の姜斉で訛って諸葛となった説、元は葛姓であったが秦の末期に功のあった葛嬰の子孫が後に諸県候に封じられ諸葛と名乗った説、諸県から陽都に移住してきた葛氏が元から陽都にいた葛氏と区別するために諸葛と名乗った説の3つが起源として伝わっている。

### 著名な人物
- 諸葛豊 - 前漢の政治家。
- 諸葛珪 - 後漢末期の政治家。
- 諸葛玄 - 後漢末期の人物。諸葛珪の弟。
- 諸葛亮 - 三国時代の蜀漢の政治家。諸葛珪の子。「臥龍」と称される。
- 諸葛均 - 後漢末期から三国時代にかけての蜀漢の政治家。諸葛亮の弟。
- 諸葛瞻 - 三国時代の武将・政治家。蜀漢の諸葛亮の子。
- 諸葛質 - 三国時代の人物である諸葛亮の孫、諸葛瞻の子とされる人物。
- 諸葛尚 - 三国時代末期の武将。諸葛瞻の子。
- 諸葛京 - 西晋の政治家。諸葛瞻の子。
- 諸葛喬 - 呉の将諸葛瑾の次男で、のちに諸葛亮の養子となる。蜀漢の武将。
- 諸葛攀 - 三国時代の蜀漢、のちに呉の武将。諸葛喬の子。
- 諸葛顕 - 東晋の人物。諸葛攀の子
- 諸葛瑾 - 三国時代の呉の政治家・武将。諸葛亮の兄。
- 諸葛恪 - 三国時代の呉の武将・政治家。諸葛瑾の子。
- 諸葛直 - 三国時代の呉の武将。
- 諸葛誕 - 三国時代の魏の政治家。
- 諸葛緒 - 三国時代から西晋の武将。魏・西晋に仕えた。
- 諸葛靚 - 三国時代の魏・呉の武将。諸葛誕の子
- 諸葛長民 - 東晋の武将。
- 諸葛恢 - 東晋の政治家。諸葛靚の子。
- 諸葛紫岐 - 香港のモデル。
- 諸葛宇傑（中国語版） - 中国の政治家。

## 朝鮮
諸葛（チェガル）は、朝鮮の姓の一つ。
皇甫、南宮などとともに朝鮮では珍しい複姓（二字姓）の一つである。主な本貫は1つのみ（南陽を起源とする南陽諸葛氏）。大韓民国における2015年時点の人口は5,655人。

### 著名な人物
- 諸葛彬 - 大韓民国のラグビー選手。
- 諸葛成烈（朝鮮語版） - 大韓民国のスピードスケート代表。
- 諸葛在珉（朝鮮語版） - 韓国のサッカー選手。
- 諸葛隆佑（朝鮮語版） - 韓国の検察官。

### 氏族
南陽諸葛氏の始祖は諸葛珪である。
味鄒尼師今の代に魏から諸葛亮の曽孫である諸葛忠が新羅に渡来し、高麗仁宗の代に諸氏と葛氏に分裂した。朝鮮高宗の代、氏姓復元運動で諸氏と葛氏の一部が諸葛氏に復姓した。また、2002年にも南陽葛氏清州君派の1300余名は裁判を通じて諸葛氏に復姓した。
| 氏族（地域） | 創始者 | 人数（2015年） |
| ------------ | ------ | -------------- |
| 金海諸葛氏   |        | 16             |
| 南安諸葛氏   |        | 6              |
| 南陽諸葛氏   |        | 4,506          |
| 南原諸葛氏   |        | 20             |
| 茶原諸葛氏   |        | 23             |
| 大邱諸葛氏   |        | 221            |
| 星山諸葛氏   |        | 11             |
| 星州諸葛氏   |        | 12             |
| 柴原諸葛氏   |        | 21             |
| 沃溝諸葛氏   |        | 7              |
| 滋原諸葛氏   |        | 13             |
| 清州諸葛氏   |        | 13             |
| 忠州諸葛氏   |        | 16             |
| 漆原諸葛氏   |        | 714            |
| 華山諸葛氏   |        | 15             |

## 日本
諸葛は、日本の名字（氏）の一つ。主に「もろくず」と読む。全国人数はおよそ70人とされる。

### 著名な人物
- 諸葛琴台 - 姫路藩の儒者。
- 諸葛信澄 - 明治時代の教育者。
- 諸葛宗男 - 原子力研究開発政策学者。
- 諸葛望愛 - アイドル（STU48）。

江戸時代の文人画家・清水又四郎（静斎）は、清の諸葛晋の画風を慕って諸葛監と号した。